# Caherboshina
Caherboshina (en irlandais : Cathair Bó Sine) est un townland d’un 1,8 km2 situé à l’ouest du comté de Kerry en république d’Irlande, à environ 4 kilomètres de Dingle (Daingean Uí Chúis), à proximité du village de Ceann Trá|Ventry.